# Marktmisbruik
Marktmisbruik is gedrag waarbij misbruik van de financiële markten wordt gemaakt. Het idee achter deze markten is namelijk dat een ieder dezelfde informatie ter beschikking heeft. Bij marktmisbruik heeft een marktdeelnemer echter door bezit van niet-publieke informatie een oneerlijke kennisvoorsprong op de rest van de markt, of manipuleert deze zelfs de koersen of het gedrag van overige marktdeelnemers in zijn voordeel. Marktmisbruik is in de meeste landen een misdrijf.

## Reden voor strafbaarstelling
Een markt is bedoeld als een forum waar kopers en verkopers elkaar kunnen vinden en met elkaar kunnen handelen. Essentieel is hier dat alle partijen over dezelfde informatie en middelen beschikken. Wanneer dit niet het geval is doordat sommigen niet-publieke kennis bezitten of zelfs de markt kunnen manipuleren, zullen de overigen hierdoor nadeel ondervinden. Partijen kunnen besluiten zich van de markt terug te trekken omdat ze zo in het nadeel zijn. Hierdoor zal een financiële markt uiteindelijk leeglopen en niet meer functioneren. Enerzijds is derhalve bescherming van de markt een motief achter de strafbaarheid, anderzijds kan men marktmisbruik ook als een vorm van valsspelen, fraude of diefstal zien ten koste van de overige deelnemers. Hoe dan ook, een markt is bedoeld als handelsforum en niet als plaats waar enkelen een financiële klapper kunnen maken ten koste van de rest, en wie dit wel doet gebruikt derhalve de markt op een manier waarop deze niet is bedoeld en pleegt misbruik.

## Vormen
De volgende vormen van marktmisbruik worden vaak onderscheiden:
- Handel met voorkennis, het misbruiken van niet-publieke kennis door met gebruik van deze kennis op de financiële markten te handelen om zo ten nadele van de overige marktdeelnemers een financieel voordeel te halen. Iemand kan bijvoorbeeld aandelen verkopen of short gaan op een aandeel in een farmaceutische onderneming omdat deze persoon in het bezit is van een nog niet gepubliceerd rapport dat vermeldt dat een door dit bedrijf verkocht medicijn kanker veroorzaakt.
- Marktmanipulatie, het door middel van kunstgrepen beïnvloeden van de markt
  - Het plaatsen van transacties of orders die valse of misleidende signalen uitgeven. Een voorbeeld is het handelen in een weinig verhandeld aandeel teneinde het handelsvolume en/of de koers kunstmatig op te blazen.
  - Het verspreiden van onjuiste of misleidende informatie. Een handelaar kan bijvoorbeeld op internet onjuiste positieve (of negatieve) informatie plaatsen om zo de koers van een aandeel te beïnvloeden. Een bedrijf de hemel inprijzen of de grond inboren valt onder vrijheid van meningsuiting, maar het verspreiden van onjuiste of misleidende informatie is niet toegestaan.

## Middelen
Met name marktmanipulatie kan op verschillende manieren plaatsvinden teneinde te maskeren dat de markt gemanipuleerd wordt. Soms vormen de handelingen een complexer geheel waarbij de fraudeur niet alleen de koers maar ook andere marktdeelnemers of het achterliggende bedrijf kan beheersen.
- Churning / wash trade: Het plaatsen van transacties om de indruk te wekken dat een effect meer verhandeld wordt dan feitelijk het geval is. Soms worden effecten tussen meerdere handelaren verhandeld in een soort verkoopcarrousel alvorens ze geleidelijk aan bij het publiek gedumpt worden.
- Stock bashing: Het verspreiden van negatieve geruchten om de prijs van een aandeel te drukken.
- Ramping the market: Door middel van transacties de koers positief beïnvloeden, bijvoorbeeld door in korte tijd een grote hoeveelheid van een bepaald effect op te kopen.
- Bear raid: Het tegengestelde van ramping, de koers van een aandeel wordt kunstmatig onderuitgehaald door short te gaan of een groot pakket ineens op de markt te koop aan te bieden.
- Lure and Squeeze: De koers van een bedrijf wordt eerst negatief beïnvloed waarbij de fraudeurs short gaan door putopties te plaatsen. Wanneer de prijs het minimum heeft bereikt, worden de putopties massaal verzilverd, waarna de koers van het aandeel omhooggejaagd wordt. De fraudeurs kopen nu de aandelen terug om direct callopties te plaatsen en opnieuw een klapper te maken.
- Pump and Dump: Dit is feitelijk het omgekeerde van Lure and Squeeze. De fraudeurs jagen de prijs van een aandeel omhoog en verkopen ze dan tegen hoge prijzen aan overige marktdeelnemers. De fraudeurs gebruiken de koersstijging ofwel als lokmiddel (in dat geval gaat het om brokers), ofwel ze kopen de aandelen laag in om hoog te verkopen. De koers wordt dus eerst 'opgepompt' (pump) waarna de aandelen worden gedumpt op de markt ('dump'). De koers keert nadien terug naar de originele waarde en de kopers lijden verliezen. Penny stocks worden vaak geassocieerd met pump and dump, omdat ze erg gevoelig zijn voor deze vorm van marktmanipulatie.

## Strafbaarheid

### EU
De regels ter voorkoming van marktmisbruik zijn opgenomen in de rechtstreeks werkende EU-verordening 596/2014.
 Er zijn bepalingen over voorwetenschap en over marktmanipulatie.

#### Marktmanipulatie
Artikel 15 bepaalt dat het verboden is om de markt te manipuleren of te trachten de markt te manipuleren. Artikel 12 bepaalt wat hieronder wordt verstaan. Het betreft onder meer het aangaan van een transactie, het plaatsen van een handelsorder of elke andere gedraging:
i) die daadwerkelijk of waarschijnlijk onjuiste of misleidende signalen afgeeft met betrekking tot het aanbod van, de vraag naar of de koers van een financieel instrument of een eraan gerelateerd spotcontract voor grondstoffen, of een op emissierechten gebaseerd veilingproduct, of
ii) die zo'n koers daadwerkelijk of waarschijnlijk op een abnormaal of kunstmatig niveau brengt, tenzij de persoon die de transactie aangaat, de handelsorder plaatst of andere gedragingen verricht, aantoont dat zijn beweegredenen voor deze transactie, deze order of dit gedrag gerechtvaardigd waren en in overeenstemming waren met de gebruikelijke marktpraktijken zoals vastgesteld overeenkomstig artikel 13.

### België
In België is marktmisbruik strafbaar gesteld in de wet betreffende het toezicht op de financiële sector en de financiële diensten van 2 augustus 2002.
Volgens artikel 25.§1 is het eenieder verboden:
1° Die over informatie beschikt waarvan hij weet of zou moeten weten dat het voorkennis betreft:
- voor eigen of voor andermans rekening, rechtstreeks of onrechtstreeks de financiële instrumenten waarop deze voorkennis betrekking heeft (...) te verkrijgen of te vervreemden of te pogen deze te verkrijgen of te vervreemden;
- deze voorkennis aan iemand anders mede te delen, tenzij dit gebeurt binnen het kader van de normale uitoefening van zijn werk, beroep of functie;
- op grond van deze voorkennis iemand anders aan te bevelen om de financiële instrumenten waarop deze voorkennis betrekking heeft, (...) te verkrijgen of te vervreemden of door anderen te doen verkrijgen of vervreemden;

2° transacties uit te voeren of orders te plaatsen:
- die valse of misleidende signalen geven of kunnen geven over het aanbod van, de vraag naar of de koers van één of meer financiële instrumenten;
- waarbij één of meer personen op basis van onderlinge afspraken de koers van één of meer financiële instrumenten op een abnormaal of kunstmatig peil houden, tenzij de persoon die de transacties heeft uitgevoerd of de orders heeft geplaatst, aannemelijk maakt dat zijn beweegredenen legitiem zijn en dat de betrokken transacties of orders beantwoorden aan (gebruikelijke marktpraktijken op de relevante markt);

3° transacties uit te voeren of orders te plaatsen waarbij gebruik wordt gemaakt van fictieve constructies of enigerlei andere vorm van bedrog of misleiding;
4° informatie of geruchten te verspreiden, via de media, het internet of om het even welk ander kanaal, die (onjuiste) of misleidende signalen geven of kunnen geven over financiële instrumenten, waarbij de betrokken persoon wist of had moeten weten dat de informatie (onjuist) of misleidend was;
5° andere handelingen te stellen, bepaald door de Koning op advies van de FSMA, die de goede werking, de integriteit en de transparantie van de markt belemmeren of verstoren of dit kunnen doen;
6° deel te nemen aan elke afspraak die ertoe zou strekken handelingen te stellen als bedoeld in 1° tot 5°;
7° één of meer andere personen ertoe aan te zetten daden te stellen die, indien hij deze zelf zou stellen, verboden zouden zijn krachtens 1° tot 5°.

#### Sanctie
De FSMA kan een geldboete opleggen bij inbreuk op deze wet. Dit dient te gebeuren in het licht van het proportionaliteitsbeginsel en hangt af van de ernst van de feiten.

## Bron
- http://www.ejustice.just.fgov.be